# Emmanuel-Auguste-Abel Ronin
Emmanuel-Auguste-Abel Ronin, francoski general, * 4. februar 1886, † 4. marec 1953.